# Dunhammeren
Dunhammeren er en dansk dokumentarfilm fra 1977 instrueret af Claus Bering.

## Handling
Denne artikel mangler et handlingsreferat. Hjælp os med at skrive det.